# 原敬
原 敬（はら たかし、1856年3月15日〈安政3年2月9日〉- 1921年〈大正10年〉11月4日）は、日本の外交官、政治家。
位階勲等は正二位大勲位。幼名は健次郎（けんじろう）。号は一山、逸山（いつざん）。「はら けい」と音読みが用いられる場合もある（原敬記念館、『原敬日記』など）。
外務次官、大阪毎日新聞社社長、立憲政友会幹事長、逓信大臣（第11・16代）、衆議院議員、内務大臣（第25・27・29代）、立憲政友会総裁（第3代）、内閣総理大臣（第19代）、司法大臣（第22代）などを歴任した。
郵便報知新聞の記者を経て外務省に入省。後に農商務省に移って陸奥宗光や井上馨からの信頼を得た。外務大臣時代には外務官僚として重用されたが退官。立憲政友会の発足に参加して政界に進出。1918年（大正7年）に総理大臣に就任。平民であり、爵位をもたなかったことから「平民宰相（へいみんさいしょう）」と渾名された。1921年（大正10年）11月4日、東京駅で暗殺された（原敬暗殺事件）。大日本帝国憲法下で、衆議院から総理大臣となった3人のうちの1人である。

## 生涯

### 生い立ち

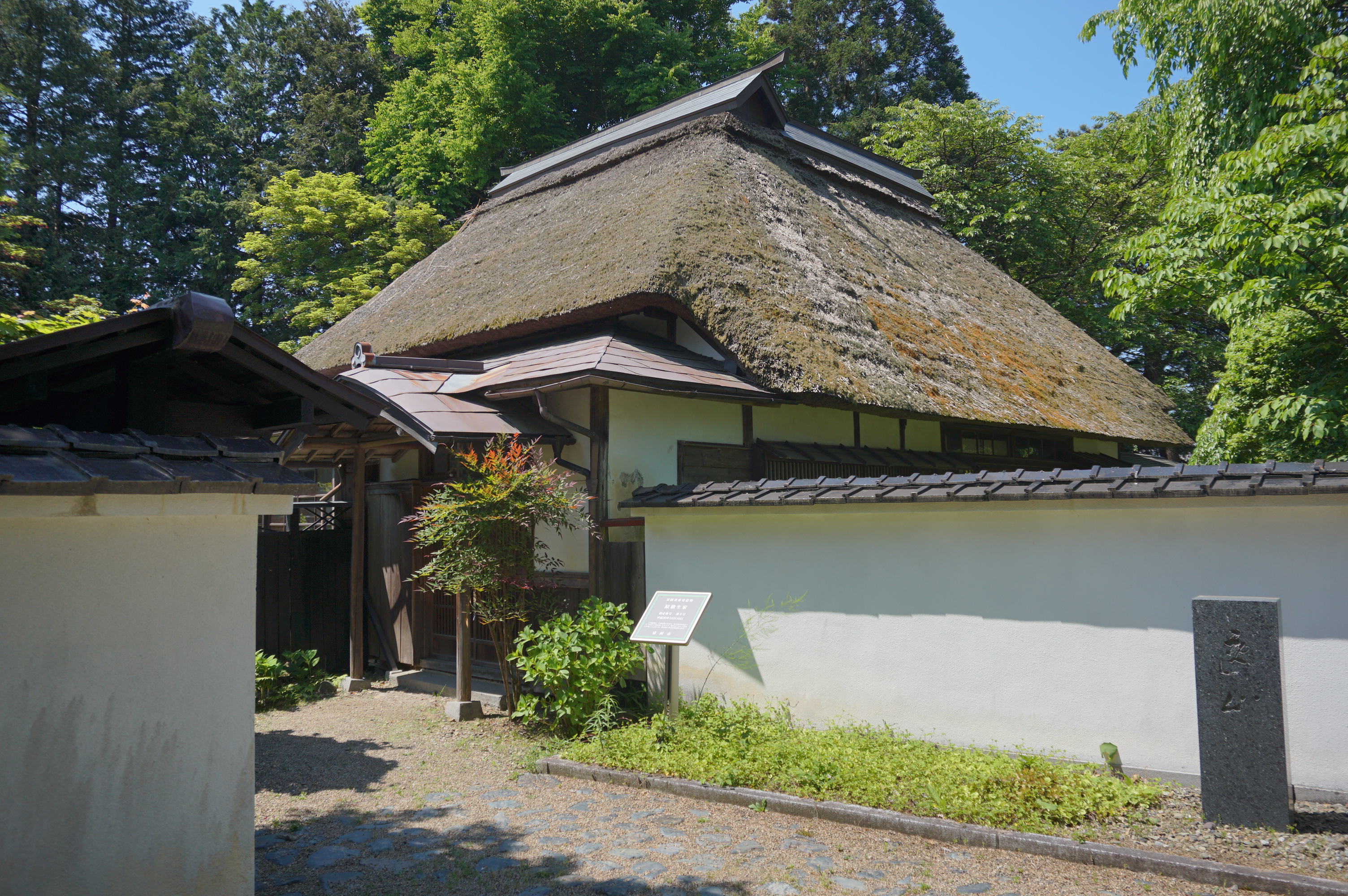
生家（岩手県盛岡市）

安政3年2月9日（1856年3月15日）に父直治42歳・母リツ32歳の子として生まれ、健次郎と名付けられた。原家は近江浅井氏の流れを汲み、江戸期に入ってから盛岡藩南部氏に仕えた家系で、祖父の原直記は家老、父の原直治は側用人を務めた。禄高は、父の原直治が家督を相続した時点で227石。慶応元年（1865年）に父が没し、家督を継いだ兄平太郎はわずか12歳であった上に、戊辰戦争以降の盛岡藩の苦境もあり家禄が10分の1まで減らされ、生活は一気に苦しくなった。リツは菓子商売などで生計を立て、原の上京費用もこうして捻出されたという。
旧暦明治3年（1870年）1月より藩校作人館で学び、翌年12月には上京。那珂梧楼の私塾を経て、旧藩主南部氏が運営する共慣義塾に入学したが長く続かず、旧会津藩士岸俊雄の私塾苟新塾に移った。しかし盛岡の家が盗難にあい、学費に困った原は明治5年（1872年）7月に一旦郷里に戻る。この際兄弟全員が改名し、健次郎も「敬」と改めた。これは『近思録』に依拠し、自ら選んだものであった。9月に海軍兵学寮を受験するが失敗、冬にはフランス人宣教師が運営する食費と宿泊費が無料のラテン学校に移った。新暦1873年（明治6年）4月に受洗、「ダビデ」の洗礼名を受ける。横浜で活動していたフェリクス・エヴラール神父のもとに居を移し、互いに漢書やキリスト教書を教えあった。翌年から布教活動に加わり、1年間新潟に滞在した。
1875年（明治8年）5月、エヴラールと別れて原は盛岡に戻る。当時原家は家禄を奉還し、その際に受けた一時金をもとに養蚕を手掛け、再び原を遊学させる余裕が生まれていた。再度の上京に伴い、原は分家して戸主となり、平民籍に編入された。原は「分家帰商」と手記に残し、後年にも宿帳に「岩手県平民」と大書して悦に入っていたというが、分家の理由は明確にされておらず、原の嗣子原貢は養子縁組を断るため、前田蓮山は戸主となれば徴兵を逃れられるからではないかとしている。なお、分家するにしても、あえて平民を選んだ理由が明確ではないとの研究もあるが、原の分家の前年に、華族・士族の家から分家した者は平民籍に編入されるルールが確立していたと指摘されている。

### メディアの記者に
再度上京した原は箕作秋坪の英学塾三叉学舎で学び、1876年（明治9年）、司法省法学校を受験し、2番目の成績で合格。在学中も101名中10位と成績は良かったが、1879年（明治12年）2月に放校処分を受ける。寄宿舎の待遇改善を求めた行動に対する処分に抗議したこと（賄征伐）が理由とされる。同時に放校されたメンバーの陸羯南・福本日南らとともしばらくは自堕落な生活を送っていたものの、中江兆民の仏学塾でフランス語を学びつつ、山梨の民権派新聞『峡中新報』に「鷲山樵夫」の筆名で寄稿することで生計を立てるようになった。同年11月、郵便報知新聞社に入社。入社当初は翻訳を担当していたが、翌年頃からは論説記事も手掛けるようになった。原の主張は漸進的な民権拡張を求める官民調和論であり、急進的な民権論には批判的な、福沢諭吉系の言論人であった。
1881年（明治14年）5月に官僚の渡辺洪基が全国周遊旅行に出ることなり、原は強く要望して随行する。この133日間の遊説旅行で原は地方の政治・産業の実態を観察し、その模様を新聞に連載した。しかし明治十四年の政変で大隈重信派が政府を離脱し、福沢の政府への影響力も大きく減退したことで、原の主張も次第に変化を見せ始める。まもなく大隈派が郵便報知新聞社を買収、矢野文雄を社長に据え、犬養毅・尾崎行雄らが入社すると、原の上司であった栗本鋤雲が退社、居場所をなくした原も、1882年（明治15年）1月26日に退社を紙上で宣言し、社を去った。
退社後は、大阪で政府系の広報を強めるべきと考えていた外務卿井上馨の周旋により、原は4月24日に発刊された大阪の政府系紙『大東日報』の主筆に就任。一躍高給を得るとともに大阪財界とも強いパイプを持つこととなり、この直前に発足した立憲帝政党にも入党した。しかし10月には路線を巡って原は幹部と対立し、7か月で大阪を去った。

### 外交官・官僚

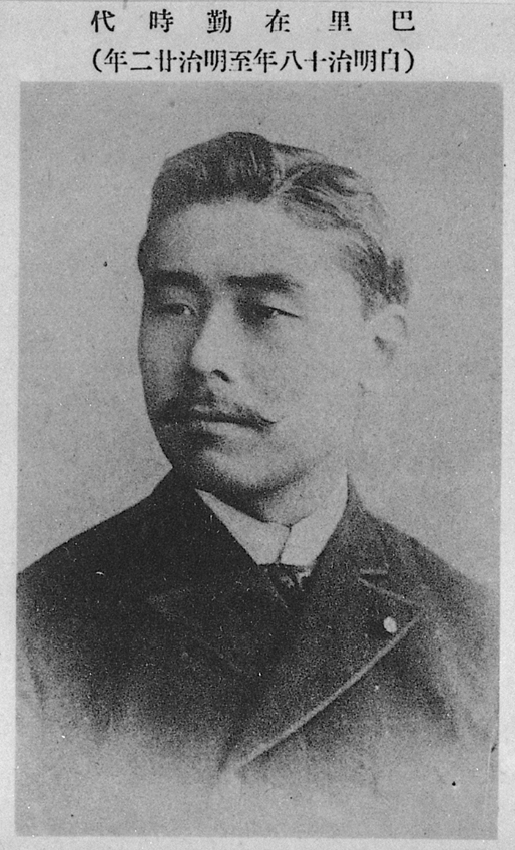
パリ時代の原

帰京した原は、旧友渡辺修一郎の紹介により、11月に外務省の准奏任御用掛として任用され、官途に就く。当時外務省ではフランス語を使える人材が不足しており、外務卿井上馨にとっても原は貴重な人材であった。1883年（明治16年）7月には太政官の准奏任御用掛として文書局に兼勤し、官報の創設に携わった。また民権派が優勢であった地方への政府巡回員派遣の提案が認められ、10月から中国地方・西海道への巡察を行った。
しかし、フランスと清の関係悪化を背景に、11月に帰京を命じられた原は領事に任じられ、清国天津在勤として派遣される。この際には薩摩出身の工部省大書記官中井弘の娘貞子と結婚することにより、藩閥グループの一員に迎えられていた。原は翌1884年（明治17年）に勃発した清仏戦争に関する情報を多数報告し、その能力の高さを示す。1885年（明治18年）3月には甲申政変の影響で悪化した日清関係の修復のため、伊藤博文と李鴻章の交渉が天津で行われることとなり、この天津条約締結交渉での伊藤の高い外交的技量に原は感銘を受け、また伊藤も原の高い情報収集・分析能力を認めることとなった。
天津在勤中の1885年5月、外務書記官として第三共和制フランスのパリ公使館在勤を命じられ、8月に一旦帰国、10月に出国し、12月にパリに着任した。1886年（明治19年）3月には公使館書記官に任じられる。語学力の低さを認識していた原は1年間を勉強期間として公務を抑えるよう要望して認められたが、駐仏公使の蜂須賀茂韶はフランスのほか4カ国の公使を兼摂して多忙であったため、原は事務のほか公使代理としても活動せざるを得なかった。1887年（明治20年）には事務能力が高い田中不二麿公使が着任し、兼摂国も2カ国となったため、原の負担は大きく軽減された。余裕ができた原はパリ政治学院の科目履修生として国際公法を学び、フランスに呼び寄せた妻の貞子との旅行に出かけることもできるようになった。
1889年（明治22年）4月に帰国した原は農商務省参事官に転じる。これは外務大臣大隈重信が原を嫌い、農商務大臣となった井上馨が引き取ったことによる。農商務省内では有力官僚前田正名と対立し、当初は思うように活動できなかったが、1890年（明治23年）5月に農商務大臣に就任した陸奥宗光は、大臣秘書官兼参事官となった原と協力して前田派を一掃。その後、原は狩猟規則の制定、富岡製糸場の払い下げなどに関わった。
1892年（明治25年）3月、陸奥の大臣辞職に伴い、原も依願辞職する。外務省や農商務省による慰留も固辞した理由は、当時伊藤が政党結成のために動いており、原は陸奥がその中心人物となると見ていたためである。果たして7月に第2次伊藤内閣が成立、陸奥が外務大臣に就任すると原は通商局長として外務省に復帰する。大臣官房移民課長兼勤・省令審査委員、さらに外務省取調局長を兼任し、領事裁判権の撤廃や外務省改革に従事、同省機構改革と外交官試験の導入を達成した。
日清戦争後の1895年（明治28年）5月、原は外務次官に累進し、病気で体調を崩していた陸奥に代わって事実上の外相として活動したが、たびたび高熱を発して病床にふせる。陸奥の辞職が認められた1896年（明治29年）6月、原は特命全権公使に任じられ、朝鮮国駐箚を被命。しかし10月に第2次松方内閣が成立し、大隈重信が外務大臣となったため、方針が合わない原は辞職を決意して帰国、後任者決定後の1897年（明治30年）2月に駐箚公使を免じられ、9月に依願辞職した。なお、1896年11月には妻貞子の不貞が発覚し、別居。盛岡から上京してきた母のリツ、姪の栄、妾の菅野浅と同居するようになっていた。
1897年9月、原は大阪毎日新聞社より編集総理（編集長）として招聘され、年俸5000円という破格の待遇で編集長を務めることとなる。原は一食15銭の牛肉弁当を食べて毎日遅くまで働き、「ウシベン」という渾名で呼ばれた。1898年（明治31年）9月には第3代社長に就任、速報性より正確性を重視した原体制の下で、年2000万部程度であった同紙は一年で年900万部ほど部数を伸ばし、最終的には3倍の部数となった。一方で中央政界復帰を忘れてはおらず、毎月のように上京しては政界要人と連絡を取っていた。

### 伊藤総裁下の政友会
第3次伊藤内閣は1898年1月に発足したが、藩閥系の政党結成をめぐって山縣有朋らと対立、伊藤は6月に首相を辞任し、新党結成に向けて準備を進めていた。原は伊藤とは疎遠になっており、むしろ山縣とよく会っていた。しかし官界・財界関係の両者にパイプを持つ原を井上馨が重視し、また西園寺公望とも親しかったことから、原は新党結成の事務作業をほとんど手掛けるようになった。
1900年（明治33年）5月に立憲政友会が結党したものの、原の名前は公表された創立委員の名簿になかった。これは大阪毎日新聞の社長を辞任するにあたって、後継とされた大隈系の矢野文雄に原が不満を示し、その案を撤回させるまで社長の座にとどまったことによる。10月には第4次伊藤内閣が成立したが、入閣を期待していた原は選ばれず、伊藤を「意志薄弱」と非難した。原は大阪毎日新聞の社長辞任と同時に政友会の総務委員に任じるよう要求し、受け入れられなければこれを公表すると西園寺に迫り、12月19日に総務委員兼幹事長に任じられた。
同年12月22日、原は星亨の辞職に伴い逓信大臣に就任。鉄道敷設法改正に取り組むも、貴族院の抵抗により法案提出を断念する。また財政健全化を主張する渡辺国武蔵相と対立し、1901年（明治34年）5月には伊藤首相と渡辺蔵相が辞職。内閣は崩壊したが、渡辺と正面から衝突したことは、原の名声を高めることとなった。
1901年（明治34年）6月、桂太郎が政権を握って組閣し（第1次桂内閣）、政友会は野党となった。原は政友会立て直しのために奔走し、伊藤を説得して総裁の座にとどめた。また総務委員のうち5名を常務員とするなどの改革を行い、自らもそのメンバーとなった。しかし6月21日に星亨が暗殺され、さらに伊藤が洋行するなど、大きな柱を失った政友会は動揺していた。その状況で松田正久・尾崎行雄が桂との取引に失敗して威信を失うなど危機を迎えた。
1902年（明治35年）の第7回衆議院議員総選挙では、盛岡市から出馬し、前市長の清岡等を抑えて初当選した。原が盛岡で支持を広げた要因として、しばしば盛岡につながる鉄道線の問題があると指摘される。一方で、原自身は選挙戦の中で地元への利益誘導に言及することには消極的であった。1903年（明治36年）の第8回衆議院議員総選挙では全市が一致して原を支援する決定が行われ、以降7回の総選挙でほぼ無投票当選を続けることとなる。しかし政友会内部では伊藤と党人派の対立が激化し、原と松田は伊藤を支えつつ党の分裂を防ぐために苦慮していたが、逆に疑心暗鬼となった伊藤から辞職勧告を突きつけられる有様であった。7月に伊藤は枢密院議長に任ぜられ、西園寺を後継総裁に指名して党を去った。

### 第1次西園寺内閣
1904年（明治36年）7月15日、政友会は西園寺を総裁、原と松田を筆頭幹部とする体制で再スタートをきった。しかし1904年（明治37年）に日露戦争が開戦したため、政友会や憲政本党は政府協力姿勢を明言するなど政治状況は大きくかわった。3月21日、原と松田は総務委員を辞任し、大阪で過ごすようになった。一方で戦争終結後には政友会内閣を実現させるため、桂と密約を結び、政権樹立の準備を進めていた。1904年（明治37年）には陸奥の次男が養子として入った古河鉱業（現：古河機械金属）の副社長となり、1905年（明治38年）9月8日には水澤鉱山を視察するなど、同年に内務大臣に就任するまで続けている。
1906年（明治39年）1月7日、第1次西園寺内閣が成立し、原は内務大臣となったが、桂の影響力が強く残り、純粋な政友会内閣とは呼べないものであった。原は警視総監を首相直属から内務大臣直属に変更するなどの警察改革、また古参の藩閥官僚や知事を退け、若手を登用することで省内や地方の改革を行った。原は若手との意見交換を頻繁に行い、また会食に機密費を使わないなど身ぎれいであり、その手法は「デモクラティック」と呼ばれたが、午後から登庁し、夜まで勤務することには不満も持たれていた。一方で地方改革の目玉であった郡制廃止は山縣派の強い貴族院や憲政本党の反対によって失敗した。しかし政策をもって山縣派と戦う姿は、これまで陰険な政治家と見られていた原自身に対する支持を広範なものとすることにつながった。
1908年（明治41年）6月27日、西園寺は病気を理由に辞意を原らに伝えた。原は続投を求めたが、西園寺は受け入れなかった。原による内務省と地方の掌握は、勢力均衡を旨とする元老にとってはやりすぎと映っており、西園寺も元老の支持が失われていたことを感じていた。原は西園寺に対して不満を持ち、伊藤に最接近して西園寺への愚痴を漏らしている。またこの年の1月には、長年原を支えた浅と入籍している。
8月24日からはヨーロッパとアメリカを巡る外遊に出た。1909年（明治42年）2月18日に帰国した。4月ごろから桂は政友会に政権を譲る打診を行い始め、桂が次の首相は西園寺であると明言し、政友会が公然と桂内閣を支援する体制が生まれた（桂園時代）。

### 第2次西園寺内閣
1911年（明治44年）8月30日に第2次西園寺内閣が成立した。西園寺は原に大蔵大臣への就任を求めたが、原はこれを拒絶し、日本銀行総裁を務めた山本達雄を推薦した。原が大蔵大臣を忌避したのは予算削減の当事者であり、党人からの要望を退けなければならないポストは、党人からの支持を失わせる危険性が高かったためである。原は内務大臣となり、鉄道院総裁を兼任した。原や各部大臣はインフラ整備のために政府支出を拡大するべきであると考えていたが、財界と大蔵官僚の影響で財政健全化のため緊縮財政をとるべきと方針転換した山本と対立するようになった。西園寺の調停で各省の予算要求は停止されたが、原は鉄道敷設予算が復活されなければ辞職すると迫り、西園寺と激しい口論となった。しかし明治天皇が山本を支持していることを知っていた西園寺は折れず、原に行政改革のため、各省の調整を行う役割を与えた。原は不満であったが、内閣崩壊を防ぐためこの役割を果たすこととなった。
1912年（明治45年）5月の第11回衆議院議員総選挙で政友会は大勝し、行政改革の旗振り役となった原の存在は大きなものとなり、メディアで大きく取り上げられることも増えていった。西園寺内閣は原の内閣であると形容され、また先輩格であった松田正久をも上回る存在であると見られるようになり、「政友会の太刀山」と評された。また批判も大きくなり、特に早稲田系の立憲青年党の機関誌などでは「原を政界から葬るべし」「原敬は明智光秀なり」といった煽情的なフレーズで批判が行われた。
7月30日、明治天皇が崩御し、大正天皇が即位した。内閣は大喪儀のため忙殺されたが、陸軍では二個師団増設問題によって上原勇作陸軍大臣が突き上げられるようになった。この背後には倒閣を狙う薩摩閥のほか政界復帰を狙う桂の策動があったが、世論の支持があるとみた内閣は、あくまで二個師団の増設を拒み、行政改革を貫徹する構えを見せた。12月2日、上原陸相は辞表を提出した。元老筆頭で上原の庇護者でもある山縣有朋は、自派の寺内正毅と政友会を連携させた内閣を目論んでおり、この時点で政友会と対立することは望んでいなかった。元老会議は西園寺を慰留し、政友会内部には長州以外からの陸相を迎えるべきであるという声もあったが、西園寺や原はこれを拒絶し、内閣総辞職を選んだ。

### 大正政変と山本権兵衛内閣
1912年（大正元年）12月21日、第3次桂内閣が成立した。しかし桂の思惑とは違い、桂を「閥族」山縣の手先と見ていた世論の大きな反発を受けた。桂は自分を支持する政党が必要であると考え、新党設立の準備と政友会の切り崩しを図った。しかし新党同志会には100名に満たない議員しか集まらず、政友会を始めとする護憲運動に対抗するため、桂は大正天皇に頼った。1913年（大正2年）2月9日、大正天皇は西園寺に対し、事態の収拾を求める勅語を発した。西園寺は勅語には従わざるを得ないとしたものの、党員に対しては行動の自由を与えた。原と松田は勅語に従う方針を立てていたが、尾崎行雄を中心とする桂内閣打倒の動きは止められなかった。2月11日に内乱を恐れた桂は総辞職を決断したが、西園寺が勅語に違背したとして謹慎したため、政友会内閣の成立は困難であった。西園寺と薩摩閥は薩摩藩出身の大物海軍大将山本権兵衛の擁立を提案し、山縣もそれを受け入れた。山本は原と松田を入閣させて政友会の支持をとりつけようとしたが、原は首相・外相・陸海相以外の閣僚を政友会に入党させるという条件を出した。これにより高橋是清・奥田義人・山本達雄といった閣僚が入党し、党人からは原が内務大臣、松田が司法大臣、元田肇が逓信大臣として入閣する第1次山本内閣が成立した。しかしこれを薩摩閥との妥協と見た尾崎らは離党し、原に対する批判も高まった。原の自宅には100人近い群衆が集まり、政友会の壮士とにらみ合いとなる事件も起きた。
山本内閣は「閥族」の影響力を削ぐ政策を実行することで、世論からの支持を回復しようとした。6月には軍部大臣現役武官制を改正し、予備役でも軍部大臣に任用できるようにした。また8月1日には文官任用令を改正し、大卒者の文官高等試験免除、次官の資格制限免除を達成した。原は当初次官のほか局長・知事の資格制限も免除するよう求めていたが、枢密院の反対のため、次官のみに絞った。しかし枢密院の伊東巳代治はこれをも撤回させようとしたため、原が新聞にリークし、また山本首相が強く要請したため枢密院側が折れたものである。山本首相の政治力によって、懸案であった行政改革が進んだことで山本内閣は世論の支持を回復した。また官僚界からも政友会に対する支持が高まり、床次竹二郎・水野錬太郎・安楽兼道・岡喜七郎といった高級官僚が現職のまま政友会に入党し、官界にも政党の影響力が強まっていった。
一方で西園寺は政友会の後継総裁を原にするべく準備を進めていたが、大正政変で人気を落とした原は、一旦松田に総裁を務めさせるよう進言していた。原と松田は閣僚を辞して党務に専念したい意向を山本首相に伝えていたが、山本は強く慰留した。また原は松田と同時に辞職することを望んでいたが、松田が胃がんとなり、松田夫人が現職のまま死なせたいと望んでいたこともあり、二人は内閣にとどまり続けた。しかし1914年（大正3年）に海軍軍人の贈収賄が発覚（シーメンス事件）、内閣は厳しい攻撃を受けることとなった。また新聞記者が政友会の壮士や警官に暴行を受けたと訴え出たが、原はこれらの事実関係を完全に否定し、謝罪を拒んだ。こうした原のはねつけるような答弁は野党の攻撃対象となり、自動車が群衆に襲撃されるなど、厳しい批判が起こるようになった。原は事態を収拾するため、山本首相を退陣させ、自ら組閣する計画を立てた。しかし元老山縣は山本首相の意見を聞かず、非政友会内閣の樹立を目指した。徳川家達・清浦奎吾といった候補者の内閣は成立せず、山縣と井上馨は大隈重信を奏薦した。大隈の与党は立憲同志会・中正会であり、政友会は野党としてこれに対峙することとなった。
総裁不在の中、原は衆目の一致する政友会の第一人者であったが、なおも強い反発が残っていた。原は西園寺からの後継指名も一旦断り、党幹部からの一致した支持を取り付け、十分に正当性を確保できる形で後継者としての立場を確保した。6月18日、本部で開かれた臨時大会において、正式に第3代立憲政友会総裁に就任した。

### 大隈内閣との対決
大隈は新聞を利用し、元老との対決色を全面に押し出して人気を集めた。一方で原は元老側にも接近し、松方正義とは連携を取れたもの、井上馨は反政友会の立場であり、また山縣も政党嫌いであった。しかし大隈が営業税廃止などの人気取り策に出たことと、元老に無断で第一次世界大戦への参戦を決めたことで、山縣・松方は大隈内閣批判の姿勢を鮮明にした。これを受けて原は山縣のもとに足繁く通うようになり、信頼関係の醸成に努めたが、大隈が二個師団増設の方針を決めたため、山縣と連携を取ることもできなった。
1915年（大正4年）3月25日、第12回衆議院議員総選挙が行われた。大正政変以来政友会は地方で不人気であり、また井上が大隈支持を働きかけたことで地方財界も政府支持となったため、政友会は候補者擁立にも支障を来すようになった。大隈は自ら全国に遊説旅行にでかけ、閣員も総動員した大規模な選挙活動を行った。これに対して原は本部にこもりきりであり、対抗できる政策も打ち出せなかったため、十分な支持拡大ができなかった。これに加えて大浦兼武内務大臣による強力な選挙干渉が行われた。選挙で政友会は選挙前の184議席から106議席と大きく議席を減らし、大物幹部も落選するという大敗を迎えた。政友会内部では選挙の敗因は大浦内相による選挙干渉であるという認識が強く、原の責任問題とはならなかった。原は若手の議員を幹事に登用し、また官僚出身の議員を政務調査会に入れ、シンクタンクである政務調査室を設置することで政策提言能力を高めた。また6月の議会では立憲自由党系の政党総裁として初めて演壇に立ち、立憲同志会総理である加藤高明外相と激しい論戦を繰り広げた。
大隈内閣は大正天皇の即位礼が終わった後に退陣するという合意を元老側と行っていたが、世界大戦と中国情勢を理由に存続を続けた。1916年（大正5年）になると後継首相の座を巡って暗闘が続いた。原は内閣が存続すればするほど大隈らの人気が下がることを見越し、待ちの姿勢を続けた。

### 寺内内閣
1916年（大正5年）10月9日、山縣の奏薦で寺内正毅が首相となり、寺内内閣が成立した。山縣は寺内を同志会と連携させるつもりであった。しかし寺内は戦時であるため挙国一致内閣をとるべきであると主張し、同志会との連携を断った。また政党員の入閣は山縣らによって阻止されたため、内閣は超然主義の非立憲内閣として世論から糾弾された。また同志会は非政友会系の諸派と連合して憲政会を設立し、議会の最大勢力として政府を攻撃した。内務大臣の後藤新平は政友会の助力を得るため、政友会党員であった水野錬太郎を次官とし、実質的な内務大臣とした。選挙管理を行う内務省が実質的に政友会の影響下にあることで、原は解散総選挙を急ぐこととなった。また寺内内閣も憲政会の削減を目標とし、憲政会への攻撃と政友会・立憲国民党への援助を行った。国民党は政府からの資金援助を受けたが、原はこれを断っている。1918年（大正7年）4月20日の第13回衆議院議員総選挙で、政友会は過半数には及ばなかったものの163議席を獲得、対する憲政会は大敗した。
原は議会でも是々非々の対応を取り、義務教育費の国庫補助など政友会の政策を実現していった。また7月16日には外交調査会が設置され、政党指導者である原と国民党の犬養毅もメンバーとなった。原は大陸に対する積極関与やシベリア出兵には反対であったが、独断で英仏に出兵を約束した本野一郎外相には辞任を求めず、米英仏との関係を維持するよう求めた。
8月になると米騒動が勃発、寺内首相は辞任の意向を固めた。後継首相奏薦に当たる山縣に、側近の清浦奎吾は衆議院・貴族院・枢密院と良好な関係にある原しかいないと強く勧めた。山縣は諦めきれずに西園寺に首相就任を要請したが、西園寺も原を推薦した。ここに至って山縣も観念し原を後継首相として奏薦した。

### 首相就任

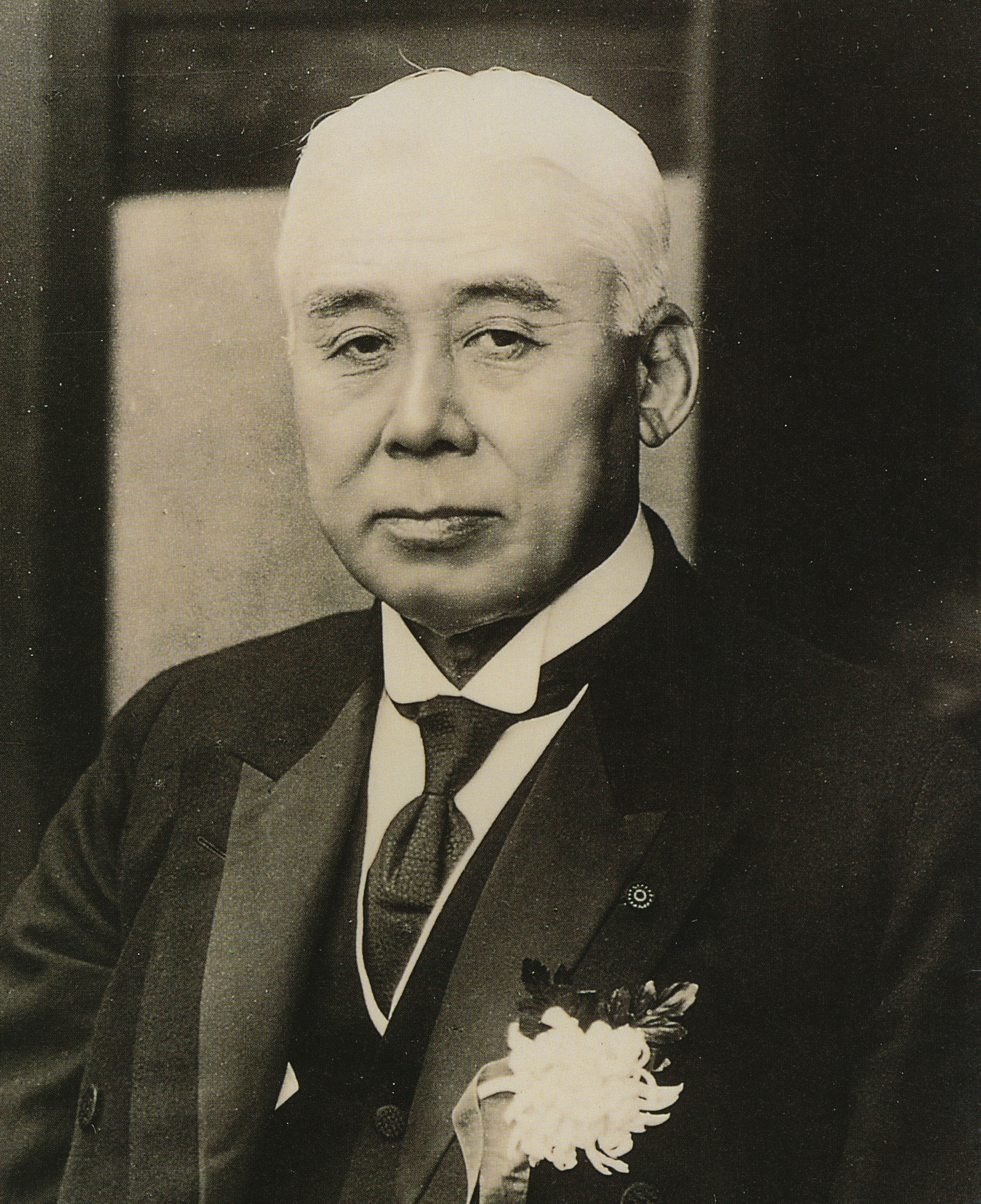
内閣総理大臣在任時

1918年（大正7年）9月27日、原のもとに首相就任の大命が下った。新聞各紙は各方面からの人材を集めた内閣となると予想していたが、原は党幹部から人選の一任を取り付け、西園寺のみと相談して閣員を決めた。事前の構想では外務大臣として牧野伸顕、法務大臣として平沼騏一郎の入閣も検討していたが両名は断った。法務大臣は原が当面兼任し、外務大臣は西園寺が珍田捨巳駐英大使の名を挙げたものの、原は官僚時代の同僚であった元駐露大使内田康哉を選んだ、また文部大臣候補であった元田肇は内務大臣を望んで文相を拒否したため、中橋徳五郎をこれに変えた。陸軍大臣は山縣系の田中義一、海軍大臣には寺内内閣から引き続き加藤友三郎をあてた。9月29日には原内閣が正式に発足した。軍部大臣および外務大臣の内田を除く閣僚のすべてが政友会党員であるという、初の本格的政党内閣であった。
首相就任前および就任直後の原に対する民衆の期待は大きく、特に故郷盛岡ではかつて朝敵とされた地からついに首相が生まれたと、盛大な祝賀行事が行われた。また「平民宰相」と渾名され、大正デモクラシーの最中でこの言葉は流行語となった。原の肖像と「平民宰相原敬先生」という文言が描かれた置き薬の箱が配られたり、「平民食堂」「平民酒場」が各地に開かれたりした。新渡戸稲造は原の首相就任により階級的道徳の時代が終わり、国民的道徳の時代が訪れたと評した。吉野作造は国民の期待と信頼が原内閣を生み出したと評し、憲政会の加藤高明ですら「憲政の進歩」であると評価せざるを得なかった。海外の新聞でも平民でありながら実力者である原の内閣は民主主義・議会主義の拡大につながるであろうという好意的な評価が寄せられた。また新聞各紙では閣僚の人選も公平であると高評価であった。一方で原は「あまり期待しても期待外れになる」と周囲に漏らしていたという。

### 内閣初期の政策

1920年の原

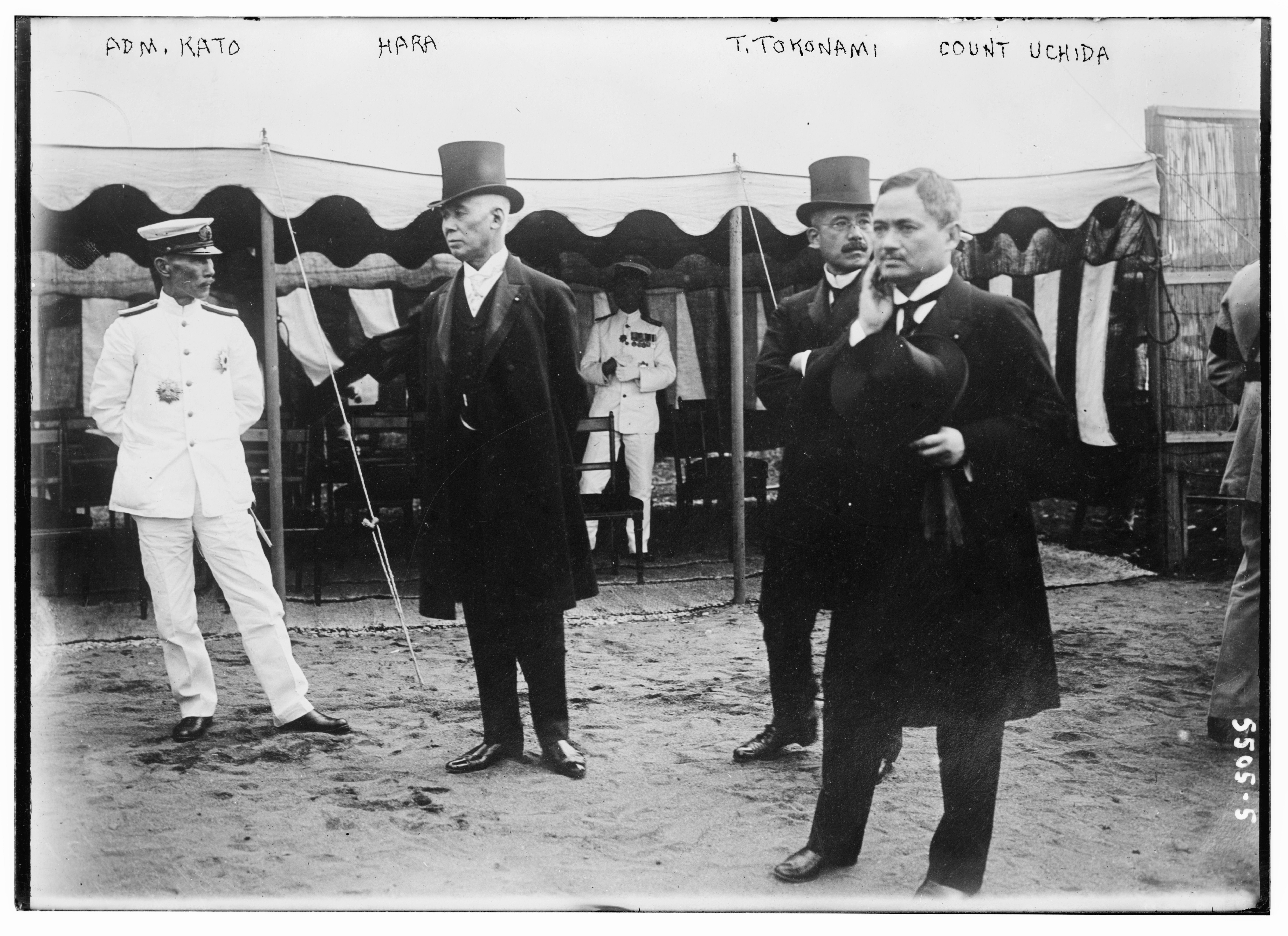
原首相と閣僚。左から加藤友三郎海軍大臣、原、床次竹二郎内務大臣、内田康哉外務大臣

原内閣が最初に着手したのは物価の安定であった。当時第一次世界大戦による好景気の影響で、名目GNPは1914年から1918年で2.5倍に成長しており、消費者物価指数は1.66倍となっていた。原内閣は外米の輸入拡大に踏み切ったほか中国米50万石を買い入れ、寺内内閣崩壊の原因となった米価の安定を実現した。12月27日から開催された第41回帝国議会では「四大政綱」と呼ばれる4つの政治目標を掲げた。それは教育の改善・インフラの整備・国防の充実・産業貿易の振興であった。高橋是清大蔵大臣は大戦終了後の不景気に備え、国内の利潤を公債という形で集め、国内外の公共事業に投資することで景気を下支えし、経済を発展させるという方針を取った。これまで議会で首相は一人称として「本大臣」を使うのが通例であったが、原は「私」を使用して質問に応じることで、さすが平民的と評判を取った。また原内閣の成立をうけ、長らく山縣派の勅選議員が勢力を張っていた貴族院にも変化が起きた。旧諸侯・公家の議員が山縣派に反発して政友会と提携するようになり、これまで衆議院と対立状態にあった貴族院でも過半数を抑えられるようになった。これは「両院縦断」と呼ばれたが、貴族院にチェック機能を期待していた世論からは必ずしも歓迎されなかった。

#### 教育政策
第41議会前に大学令と高等学校令を発し、公立・私立大学の設置が認められた。これにより1919年（大正8年）2月には慶應義塾大学、早稲田大学、4月には明治大学、法政大学、中央大学、日本大学、國學院大學、同志社大学が専門学校から旧制大学への昇格が認可された。また議会では「高等諸学校創設及拡張計画」を発表し、4,450万円の莫大な追加予算を伴って可決された。その計画で高等学校10校、実業専門学校17校（高等工業学校6校、官立高等農業学校4校、官立高等商業学校7校）、専門学校2校（外国語学校、薬学専門学校）が新設され、5万人の進学の道が開かれた。また大戦で莫大な利益を得ていた実業界からの拠出も求め、イメージの改善を狙った財閥や企業はこれに応じている。また浪費が多いと非難されていた皇室からの拠出も求めている。

#### 交通政策
交通政策の中心は鉄道であった。原内閣の鉄道政策は、しばしば「我田引鉄」と呼ばれ、政友会による地方への利益誘導政策とされていたが、伊藤之雄などの近年の研究によれば、要望自体は多数寄せられていたものの、路線の選定にあたっては比較的公正で事務的に行われていたと指摘されている。また道路の維持管理を体系的に行うように定めた道路法の成立は物流の改善・地方の発展をもたらした。

#### 選挙制度の改正
1900年に大選挙区制が採用されて以降、政党は候補者が立てづらく、選挙費用がかさむため、原はかねてから小選挙区制への復帰を主張していた。予算案成立後、原内閣は小選挙区制への復帰と、選挙資格を直接税10円納税から、3円へと改正する選挙制度改正案を提出した。これに対して憲政会と国民党は納税資格を2円とする一方で、大選挙区については維持を求めた。無所属議員や貴族院が小選挙区制を求めたことにより、政府案通りに成立した。一方で議員に直接関わってくるのが選挙区の区割りである。原は内務省案を基に床次内相・横田千之助法制局長官といった限られたメンバーで区割り作業に取り組み、政友会の介入を許さなかった。

#### 講和問題
1919年（大正8年）1月から開始されたパリ講和会議では、西園寺を首席全権、牧野伸顕を全権とする全権団を送った。実質的な団長である牧野はウッドロウ・ウィルソンアメリカ合衆国大統領の新外交を支持し、対米協調路線をとるなど原と意見を同じくしていた。代表団には直接の利害関係がない問題には極力関わらないこと、連合国と共同歩調を取ることを求める訓令が発せられた。このため日本代表はほとんど発言しない「サイレント・パートナー」であると批判された。外交調査会では枢密院の伊東巳代治らが強硬な意見を発していたが、原は代表団の裁量を認め、代表団が行った決定を曲げなかった。また日本側が提案した人種的差別撤廃提案が欧米の反発を受けた際にも、国際協調を優先して実現に固執することはなかった。

#### その他の政策
国防の充実を掲げた原政権であったが、第一次世界大戦の終結を前に、ひとまず抑制が必要であった。大正8年度予算では軍事費の増額要求は全て削られた。陸相田中義一と山縣も総力戦のためには国民の支持が不可欠であると判断していたため、この局面での軍備費増額は得策ではないと判断しており、原の方針に協力した。またシベリア出兵中の兵力も縮小された。
また当時中華民国は北京政府と南の唐紹儀らの南方政府勢力に分裂しており、原は表面上両者に和解を求める立場を取っていた。一方で財政が悪化する北京政府に支援も行っており、また陸軍が北京政府を単独で支援することがないよう気を配っていた。さらに当時日本はインドを通じて上海へと流れるルートをもつ、アヘンの密売で国際的非難を受けていた。この問題は軍や各種機関の利害が複雑に絡んだものであったが、原政権はアヘン密売の禁止に踏切っている。
1919年2月には関東州租借地に関東庁を設置経営、軍政から民政に移管した、また台湾でも軍人総督に代えて官僚の田健治郎が総督となった。朝鮮においても民政移管を進めようとしたが、3月に三・一運動が発生したため断念された。5月には斎藤実予備役海軍大将を総督、元内相の水野錬太郎を行政総監とする体制となり、朝鮮の統治を植民地型から内地と同様の状態に近づけるという「内地延長主義」の政策を進めていくこととなった。　

### 野党との対決
原内閣の物価安定政策にもかかわらず、大戦終了後の不況は一時的なものに終わったため、物価は急激に上昇を続けた。好景気のため賃金も上昇していたものの、社会政策はなおざりで原は労働者に冷たく、財界に厚いという批判を受けた。また保守層からは改革が急激であると非難され、改革派からは不十分であると攻撃された。1919年10月には政友会の本部が放火され（立憲政友会本部放火事件）、外務省の夜会で爆弾騒ぎがあるなどテロの危険性も高まっていた。原の身辺にも危険が及んでいるという噂もあり、原を心配した三浦梧楼がお守りを贈っている。しかし原は伊藤もお守りをもっていたが暗殺されたと笑い、以前と全く同じように来客と会い続けた。
1920年（大正9年）度1月21日から始まった第42回帝国議会では、軍備改良のための長期計画を提出した。これは新規計画分だけで陸軍が4億8千万円の14年計画、海軍が8億6千万円の8年計画という、予算の1割を長期間にわたって占め続けることになる膨大なものであった。更に財源として所得税・酒税の増税と、所得税の総合課税制度導入を求めた。またインフラ整備にも予算を割かれていたが、社会政策には乏しく、個人を重視していないという批判が集まった。
この状況で野党憲政会・国民党・新政会は、共同して男子普通選挙法案を提出した。原は普通選挙自体を否定するものではなく、婦人参政権論者にも資金提供を行っていた。しかしロシア革命が起き、無政府主義の潮流が起きているこの状況での普通選挙開始は時期尚早であると考えた。一方で普通選挙自体を否定すれば、民権運動が激化して政権が崩壊する可能性もあった。原は普選運動の民間代表と面会した上で、普選を求める世間の熱がさほどでなく、大正政変の際のような大きなうねりは起きないと判断し、2月26日には帝国議会の解散を行った。この際、原は普通選挙法案の是非を国民に問うと声明しており、理由が初めて明示された議会解散となった。
新聞各紙からは、普通選挙を否定した原に対する批判が連日書き立てられた。しかし吉野作造が制限選挙の選挙人に普通選挙の是非を問うことの矛盾を指摘したように、5月10日の第14回衆議院議員総選挙で政友会は278議席の絶対安定多数を占める大勝を収めた。

### 内閣後期の政策
選挙で大勝を収めた原内閣は、法務大臣に貴族院から大木遠吉、新設された鉄道大臣に元田肇を迎える小規模な改造を行った。また文官任用令の改正に再び取り組んだ。局長の資格撤廃はまたしても実現しなかったが、参事官の一人を政党から送り込むことを可能とした。
一方3月15日からは株価が暴落を始め、戦後恐慌が起こっていた。7月1日の第43回帝国議会の招集日には議事堂玄関で爆弾騒ぎが起こるなど、絶対多数を締めた政友会にとって楽な国会とはならなかった。浜口雄幸は政友会の財政政策が放任主義に過ぎたと批判し、永井柳太郎は「西にレーニン、東に原敬」と独裁的であることを批判した。一方で野党側も国民支持を広く受けていたわけではなく、予算案は7月28日に成立した。
8月5日、田中義一陸軍大臣が尼港事件の責任を取るとして辞意を伝えてきた。すでに2年近く首相を務めてきた原はこの辺りが引き時であると感じており、田中の辞職とともに総辞職し、後継首相には清浦奎吾を迎えることを考えていた。田中の辞職は山縣をはじめとする参謀本部（軍令）による陸軍省（軍政）への圧迫を断ち切るため、山縣を揺さぶる目的であった。原はこれに乗り、山縣に軍政の優越を認めさせた。しかし山縣にとって原の後任は存在しない状態であり、辞職を思いとどまるよう要請した。西園寺からも慰留があったため、原は内閣を継続することとした。
1921年（大正10年）の第44回帝国議会では、借地法・借家法・住宅組合法・職業安定所法などの社会政策関連法が多く成立した。一方で閣僚のスキャンダルや野党による攻撃で、議事はたびたび紛糾し、政治不信が進んでいった。また原自身にも宮中某重大事件で傍観的であったことや、女性書家に家を提供して住まわせ、そこに通っていたことなどが批判された。2月には遺書を作成している。
一方で大正天皇の病状が悪化し、宮中問題にも原は関与を深めざるを得なかった。宮中某重大事件には距離を取ったもの、皇太子裕仁親王の欧州訪問については積極的な推進者となり、危惧する貞明皇后を説得して実現させた。また裕仁親王の摂政就任についても力を注ぎ、その実現までは内閣を継続する腹を決めた。
7月にワシントン海軍軍縮会議が開催されることになると、原は「神がハーディング（アメリカ大統領）の頭に宿ってこのことを企てしめた」と歓迎した。原は軍縮を考えていたが、国内世論的には弱腰と見られて不人気であり、また統帥権の絡みもあって政府が口出しにくい事項でもあったため、海外と協調した軍縮の呼びかけは渡りに船であった。全権のひとりに加藤友三郎海軍大臣が選ばれた。内閣官制第2条「内閣總理大臣ハ各大臣ノ首班トシテ機務ヲ奏宣」の規定から内閣総理大臣は軍部大臣を含めたどの大臣の役目も代行できるという解釈から、内閣総理大臣としての原が海軍大臣の事務管理を行った。陸軍は反対するも、原は陸軍大臣代行はしないという約束を陸軍と交わした。

### 暗殺

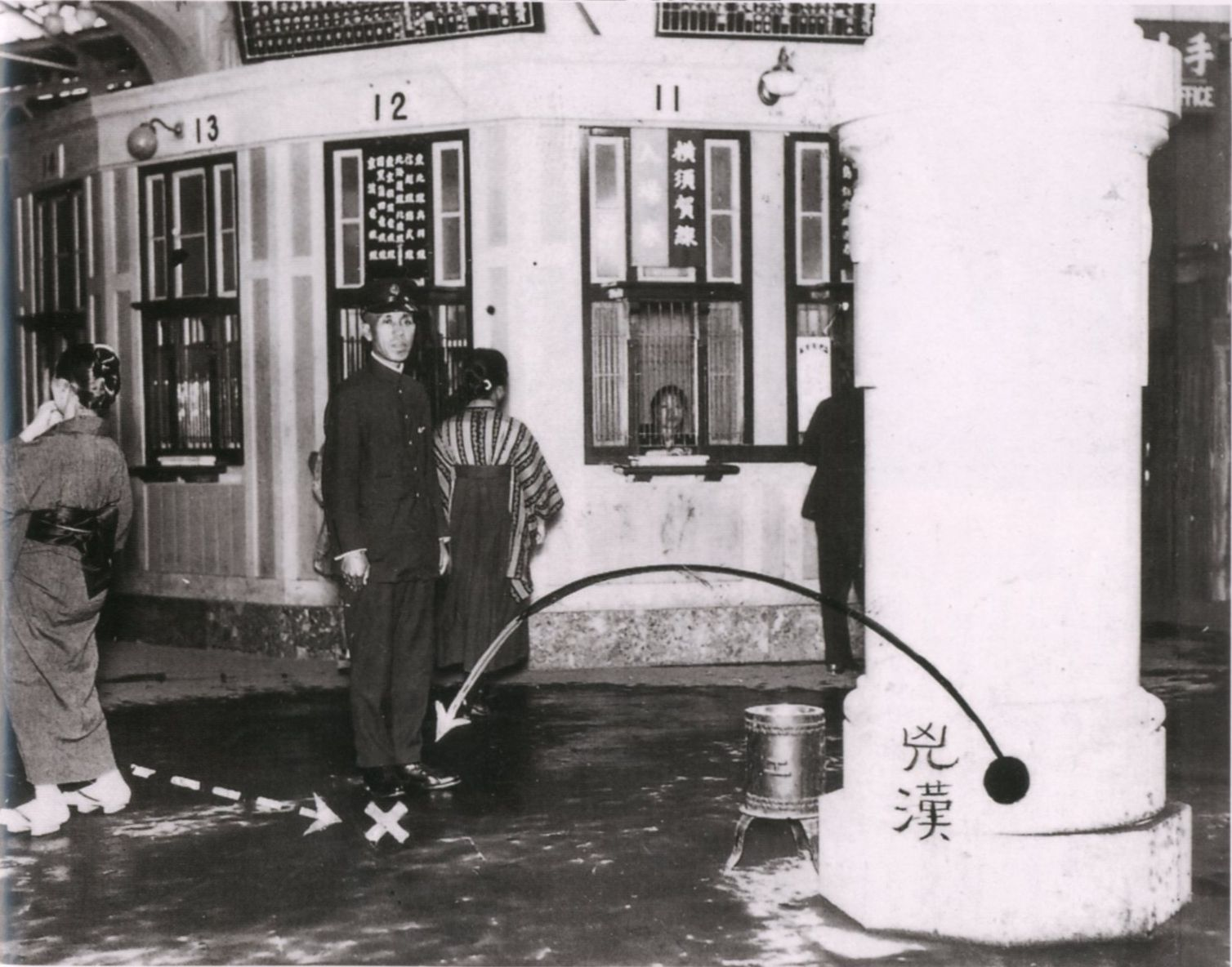
事件直後の原遭難現場

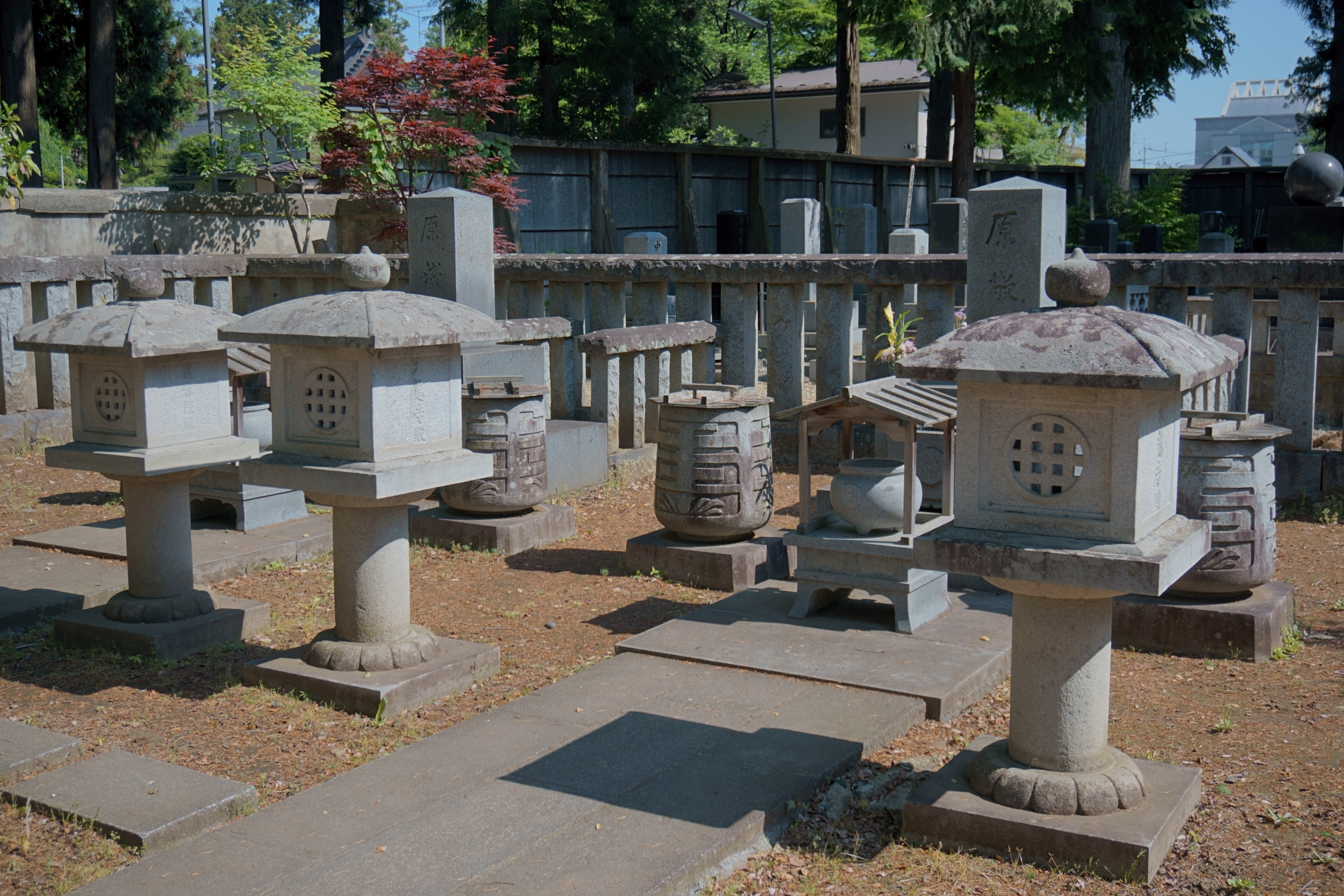
墓所 (岩手県盛岡市にある大慈寺境内）

10月19日、養子としていた貢がイギリス留学のために出国、原夫妻はこれを見送った。原はワシントン会議の成功と裕仁親王の摂政就任までは内閣を継続するつもりであり、各地の党大会に出向いて党内の引き締めにあたっていた。
1921年（大正10年）11月4日、原は妻の勧めるコートを着ずに家を出て、閣議のあと大正天皇・貞明皇后に拝謁、菊の鉢植えを下賜された。午後7時、大阪で開かれる関西政友会大会に出席するため側近の肥田琢司らと東京駅に到着した。駅長室から乗車口に歩き出たところ、大塚駅転轍手であった中岡艮一に心臓を刺され、死亡した。ほぼ即死であったとされる。享年66（満65歳没）。遺体は政友会本部に運ぶこととされていたが、妻の浅はもう一個人であると応え、芝公園の自宅に連れ帰った。
原の死を知ったワシントン会議代表団は帰国も検討したが、加藤友三郎が押し留めた。また横田千之助は「この会議が失敗すれば世界は再び鉄火の洗礼を受ける」という原の言葉を伝えている。元老山縣も大きく力を落とし、まもなくこの世を去った。一方強力な指導者であった原を失った政友会はまとまりを欠き、2年後に分裂した。
戒名は大慈寺殿逸山仁敬大居士。墓所は岩手県盛岡市の大慈寺。墓石には「原敬」とだけ刻まれ、一周忌の4ヶ月後に没した妻の浅の「原浅」と刻まれた墓石が横に並んでいる。

## 政治手法

### 反対派に対する手法
原は第1次西園寺内閣の内相時代、全国の知事に向けて、地方行政刷新のための意見書を求めた。地方からは多くの要望書が寄せられたが、原は知事が集まった会議で内容について一つ一つ質問していった。書類の作成を部下に任せていた知事はこれに答えることができず、醜態を晒した知事は罷免された。

### 華族と爵位
原は政友会設立前夜には、議会に基盤を持たないことを憂い、井上馨に対して貴族院議員でもないと十分に活躍できないという書簡を送り、伊藤に対しても貴族院入りを依頼している。しかしこれらは実現せず、総選挙で盛岡に地盤を確立したことでその必要もなくなった。
原は生前に3度爵位を受ける話があったが、すべて表沙汰になる前に回避したとしている。また没後に伯爵の爵位を与える動きも会ったが、妻の浅が固辞して受けなかった。養子の貢は、子孫を優遇することはかえって害になるとして華族制度自体に批判的であったことと、衆議院議員としての地盤を大切にしていたこと、元老から恩を受ける形になる爵位授与を嫌ったためであるとしている。
原は大阪毎日新聞時代の社説で、経済的に体面を保てないものは華族になるべきではないとしており、また資格も識見もないものが華族であるべきではないとして、華族制度が必要ならば、本人一代限りの「一代華族制」をとるべきであるとしている。原の姿勢は爵位を持つ立憲同志会総理加藤高明への攻撃材料となり、政党の指導者は爵位を持たないことがふさわしいという認識を広めることとなった。原没後でも高橋是清が隠居して爵位を譲ったことや、浜口雄幸・犬養毅ら無爵の党首が歓迎された。
一方で原は旧主君の家系である南部氏諸華族の家政にも助言を行った。分家である遠野南部家が破産の危機を迎えた際には、その解決のために奔走している。

### 普通選挙法改正に対する姿勢
原は普通選挙法の改正（直接国税の納税義務を廃止し、満25歳以上の全ての男子に選挙権を与える）に否定的であったとされているが、原自身は普通選挙法には反対しておらず、後述の『原敬日記』でも（改正を）徐々に進めていく旨を綴っている。原が問題にしていたのは国民の政治的成熟度であり、他者の言説に流されるだけの主体性のない国民が選挙権を持つことを危惧していた。特に、日記中で「民権派や社会主義者などの権利ばかり求める思想家は極めて軽薄」と酷評し、危機感を持っていた。原は、自ら学習し意見を発信できる国民の増加に合わせ、普通選挙法の改正を構想していたとされる。こうした原の政治姿勢について原敬記念館学芸員の田崎農巳は、「原は目先の利益や甘い言葉を操る「大衆迎合」とは異なる現実主義者、リアリストで、「公利」を追求していた」と推測している。

## 逸話
- 原は30歳になったばかりのパリ駐在時代から前髪が白髪になり、本人も大いに気にしていた。しかし骨相学を得意とするフランスの陸軍大臣から、白髪は多数の者の頭となり、異様な出世をするということの表れであると言われたことに大いに喜んだという[185]。
- 原は身長168cmと当時の日本人にしては大柄であり、またファッションにもこだわりを見せた。美貌で知られた貞子とともにパリ社交界では知られた存在であった[37]。
- 手話で「岩手県」を表す際には、髪をかきあげるような動作をする場合がある。これは原の癖を用いたものである[67]。
- 最初の妻貞子は原自身の記録によれば、浪費癖が激しく、不貞問題を起こした。原自身も浅などの愛人を作っており、円満とは言えないものであった。貞子とは一時別居したが、周囲の説得もあり3年後には同居し、関連する日記は全て処分したという。しかし貞子の行状が以前のようになり、他人の子を宿したため明治37年（1905年）末に離縁となったとしている[186]。原はその後も貞子との関係について後悔する記述を残している[186]。
- 後妻の浅との中は睦まじく、週末に腰越で過ごしていたときは、浅を人力車に乗せて自分はそれを押していたという[176]。原の埋葬の際に浅は、参列者に墓穴の深さを覚えていてほしいと告げている。それは自分の墓穴も同じにしてもらい、墓の中から「あなた」と呼びかけるのに困らないためであるという[176]。
- 甥の達は中学生のころから原の家で暮らしており、原も後継者として期待をかけていたが、肺結核で若くして没した。達は正岡子規の門人として抱琴の号を持ち、「ホトトギス」にも投稿する俳人でもあった。原は内務大臣在職の議会会期中であるにもかかわらず達の追悼句会に訪れ、「俳句などつまらないものはやめなさいと叱られるから、自分には隠れて詠んでいた」と語っている[187]。達の死後に養子となった貢には生きたいように生きるように告げ、また一山という号で俳句を始めている[187]。
- 岩手県の名物である「わんこそば」の発祥は原に由来するものであるという説がある。原は母リツが米寿を迎えたころから毎年夏には盛岡に帰郷し、母が住む別邸「介寿荘」に市民を招き、さんさ踊りや蕎麦でもてなした。このときに出された蕎麦が中蓋に薬味を載せた「椀コそば」であり、原夫妻がもてなしのために考案したものであるとされる[188]。
- お汁粉が好物であり、園遊会で食べている姿が新聞に掲載されたこともある。また養子の貢や書生を連れて銀座の名店「十二ヵ月」に連れて行ったこともあった[169]。
- 原は当時の政治家に珍しく、ほとんど揮毫をしなかった。まれに求められた際には「無私」、晩年には「宝積」と書いた。「宝積」は仏教用語で素晴らしいものを積み上げるという意味だが、原は奉仕して見返りを求めない意味だと語っていたという[189]。盛岡市内の2つの小学校では「宝積」を校訓とし、児童による奉仕活動「宝積活動」が行なわれている[189]。現在原敬記念館前にも原自筆をもとにした石碑があり、原版は自由民主党本部幹事長室に飾られている[189]。
- 原は1873年（明治6年）4月に受洗したカトリック教徒であり、戦前期の歴代首相の中では唯一のキリスト教徒であった[注釈 3]。ただし、生前の原は自身の信仰について語ることはほとんどなかった。2005年には遺品の一つに刃を閉じると柄の部分に十字架が浮かび上がるハサミがあったことが確認されている[192]。
- 原は自身の俳号として『一山』と自称した。これについて、後世の評論家の佐高信は、当時の戊辰戦争に破れた東北地方を蔑視する言葉「白河以北一山百文」（"東北地方には山1つにつき100文の価値しかない"）を念頭に起き、「（原は）いわゆる官軍の輩が白河以北一山百文と嘲笑したのに抵抗してである。」と論じた[193]。

## 人物評
- 雑誌『中央公論』1914年4月号では、理想主義者であった加藤高明と対比し、「原は融通を悪と見ず、臨機応変を愛し、成功をおさめることを第一とする」と評している[194]。
- 雑誌『太陽』1921年12月号では、政友会の総務であったころは相手を屈服させるような議論をおこなっていたが、総裁となってからは円満となり、清濁併せ呑む包容力をもっていたと評している[195]。
- 政友会の前総裁で、原との間にも確執があった西園寺公望は、原の死の一報を聞いて「原は人のためにはどうだったか知らぬが、自己のために私欲を考える男ではなかった」と述べている[196]。
- 山縣有朋は原の死に衝撃を受けたあまり発熱し、夢で原暗殺の現場を見るほどであった。その後「原という男は実に偉い男であった。ああいう人間をむざむざ殺されては日本はたまったものではない」と嘆いている[197]。
- 平田東助内大臣は後年「元老は西園寺公を限りとし、将来は置かぬが宜し。原が居れば別だが、種切れなり」と評しており[198]、もし原が生存していれば元老となっていたと見られている[199]。

## 著作
- 『露西亜国勢論』アナトール・ラングロア訳編、原敬重訳、桜水舎、1879年7月。 NCID BA76362410。全国書誌番号:40010735。
- 『埃及混合裁判』金港堂、1889年11月。 NCID BN15874443。全国書誌番号:40028098。
- 『現行条約論』阪上汎愛堂、1892年10月。 NCID BN08907892。全国書誌番号:40030941。
- 万国公法会 編『陸戦公法』原敬訳註、報行社、1894年8月。 NCID BA35301459。全国書誌番号:40031164。
- 『新条約実施準備』本編・補遺、大阪毎日新聞社、1898–1899年。
- 『外交官領事官制度』警醒社、1899年6月。 NCID BA50474485。全国書誌番号:40030919。
- 大阪毎日新聞社 編『でたらめ』東枝律書房、1899年8月。 NCID BB13775843。全国書誌番号:41018444。
  - 『でたらめ』（復刻版）盛岡市原敬記念館、2004年3月。 NCID BB14519882。全国書誌番号:22117146。
- 『漢字減少論』大阪毎日新聞社、1900年5月。 NCID BN14664853。全国書誌番号:40077165。
- 『原敬演説速記』羽田浪之紹、1902年6月。全国書誌番号:40020172。
- 『懇親会席上演説』羽田浪之紹、1902年8月。全国書誌番号:40019713。
- 『第十七議会の顛末』1903年。全国書誌番号:40020568。
- 『原敬の句帖』大慈会、1997年4月。全国書誌番号:20030789。

### 全集

#### 原敬全集刊行会（1929年）
- 『原敬全集』 上巻、原敬全集刊行会、1929年7月。 NCID BN03886376。全国書誌番号:47017232。
- 『原敬全集』 下巻、原敬全集刊行会、1929年7月。 NCID BN03886376。全国書誌番号:47017232。

#### 原書房（1969年）
- 『原敬全集』 上巻、原書房〈明治百年史叢書 第93巻〉、1969年4月。 NCID BN05722391。全国書誌番号:74000160。
- 『原敬全集』 下巻、原書房〈明治百年史叢書 第94巻〉、1969年4月。 NCID BN05722391。全国書誌番号:74000160。

## 原敬日記

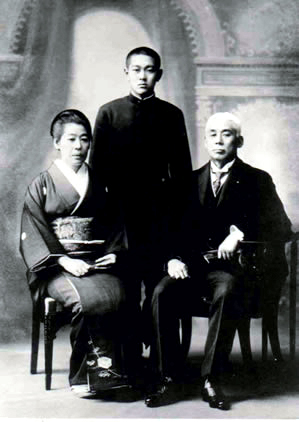
1918年12月17日、妻の原浅（左）、養子の原貢（中央）と

『原敬日記』（はらけいにっき）は、明治・大正期の政治動向に関する重要な史料である。
『原敬日記』は、一般には1875年（明治8年）に帰省した際の日記から、暗殺直前の1921年（大正10年）10月25日までに書かれた日記の総称であるが、原が暗殺を予期し認めた遺書の中で「当分世間に出すべからず」と厳命（宮中某重大事件や大正天皇の病状問題の記述を考慮したと考えられる）した。
実際に、初刊は没後30年近くを経た1950-51年に乾元社が刊行（全9巻）。近年は原が大正天皇と近かったことから、大正天皇と『原敬日記』の関係についても研究されている。
- 『原敬日記』全6巻、林茂・原奎一郎編、福村出版、新版2000年
- 『原敬日記』全17巻、岩壁義光・廣瀬順晧編、北泉社、1998年
- 栗田直樹『原敬日記を読む』成文堂、2018年（解説本）

## 家族・親族
- 先妻・貞子（旧薩摩藩士・中井弘長女。原が天津領事赴任直前の明治16年に15歳で結婚。子はなく、明治29年より別居。その後、貞子が不倫の子を宿したため明治38年離婚。[200]）
- 後妻・浅（あさ、岩手県江刺郡岩谷堂町・菅野弥太郎の娘、東京新橋「紅葉館」の芸者[201]。浅草生まれ。15年間は妾であったが、離婚成立後の明治41年に入籍。[200]）
- 養子（姪の子）・ 貢（作家）

## 系譜
原家
原家の始祖三田村平兵衛は浅井新左衛門忠政（近江の浅井氏）の二男三田村左衛門太夫定元の末流と伝える三田村太郎右衛門の二男として筑後で誕生した 。
三田村平兵衛政澄（後に原氏に改める）━平兵衛政舫━十蔵政直━茂平政親━平兵衛政芳━直記芳忠━平兵衛芳武━直記芳隆━直治政中━敬━貢

## 栄典
位階
- 1883年（明治16年）11月25日 - 正七位[202]
- 1890年（明治23年）12月26日 - 従六位[203]
- 1891年（明治24年）12月11日 - 正六位[204]
- 1892年（明治25年）9月26日 - 従五位[205]
- 1893年（明治26年）12月16日 - 正五位[206]
- 1895年（明治28年）6月29日 - 従四位[207]
- 1897年（明治30年）10月30日 - 正四位[208]
- 1907年（明治40年）10月11日 - 従三位[209]
- 1914年（大正3年）1月30日 - 正三位[210]
- 1921年（大正10年）11月4日 - 正二位[211]

勲章等
| 受章年                     | 略綬 | 勲章名               | 備考 |
| -------------------------- | ---- | -------------------- | ---- |
| 1885年（明治18年）7月30日  |      | 勲六等単光旭日章     |      |
| 1893年（明治26年）12月28日 |      | 勲五等瑞宝章         |      |
| 1895年（明治28年）6月21日  |      | 勲四等瑞宝章         |      |
| 1896年（明治29年）6月16日  |      | 勲三等旭日中綬章     |      |
| 1906年（明治39年）4月1日   |      | 勲二等瑞宝章         |      |
| 1914年（大正3年）4月4日    |      | 勲一等旭日大綬章     |      |
| 1915年（大正4年）11月10日  |      | 大礼記念章（大正）   |      |
| 1920年（大正9年）9月7日    |      | 旭日桐花大綬章       |      |
| 1921年（大正10年）7月1日   |      | 第一回国勢調査記念章 |      |
| 1921年（大正10年）11月4日  |      | 大勲位菊花大綬章     |      |

外国勲章佩用允許
| 受章年                     | 国籍           | 略綬 | 勲章名                           | 備考 |
| -------------------------- | -------------- | ---- | -------------------------------- | ---- |
| 1888年（明治21年）7月7日   | ベルギー王国   |      | レオポルド勲章コマンドール       |      |
| 1889年（明治22年）5月14日  | フランス共和国 |      | レジオンドヌール勲章オフィシエ   |      |
| 1896年（明治29年）3月6日   | イタリア王国   |      | 王冠第一等勲章                   |      |
| 1896年（明治29年）3月17日  | ロシア帝国     |      | 神聖アンナ第一等勲章             |      |
| 1896年（明治29年）10月26日 | スペイン王国   |      | イサベル・ラ・カトリカ第一等勲章 |      |
| 1897年（明治30年）4月27日  | デンマーク王国 |      | ダンネブロ勲章一級コンマンドール |      |
| 1897年（明治30年）5月20日  | ドイツ帝国     |      | 王冠第一等勲章                   |      |
| 1908年（明治41年）2月26日  | 大韓帝国       |      | 李花大勲章                       |      |
| 1911年（明治44年）6月26日  | 大清帝国       |      | 頭等第三双龍宝星                 |      |
| 1919年（大正8年）10月18日  | ギリシャ王国   |      | 救世主第一等勲章（英語）         |      |
| 1920年（大正9年）10月20日  | ルーマニア王国 |      | ルーマニア星第一等勲章           |      |

## 郷里での顕彰
盛岡市には実家が保存されており、隣には原敬記念館が開設されている。敬は母親のために盛岡市街に別邸を建て、支援者を招いての園遊会の場としても使った。岩手県の名物わんこそばは、原邸で振る舞われた小分けされた蕎麦が元となったという説もある。
岩手県庁が、地元出身の偉人を登場させて岩手県を宣伝する動画にも登場している（演：村上弘明）。

## 関連作品
テレビドラマ
- 『平民宰相 原敬』1965年（NHK、演：柳永二郎）
- 『熱い嵐』1979年（TBS、演：岡田英次）
- 『足尾から来た女』2014年1月18日、1月25日（NHK、演：國村隼）
- 『経世済民の男 高橋是清』2015年（NHK、演：堀内正美）
- 『青天を衝け』2021年（NHK大河ドラマ、演：石丸謙二郎）

漫画
- 能條純一作画『昭和天皇物語』2017年より（小学館『ビッグコミックオリジナル』連載）

小説
- 平谷美樹『国萌ゆる 小説 原敬』2021年（ISBN 978-4408537955）